# Bałtyjsk (stacja kolejowa)
Bałtyjsk – stacja kolejowa w Bałtyjsku, w obwodzie królewieckim, w Rosji. Znajdują się tu 2 perony.